# Horní Bludovice
Horní Bludovice (in polacco Błędowice Górne, in tedesco Ober Bludowitz) è un comune della Repubblica Ceca facente parte del distretto di Karviná, nella regione della Moravia-Slesia.